# Pantone Matching System

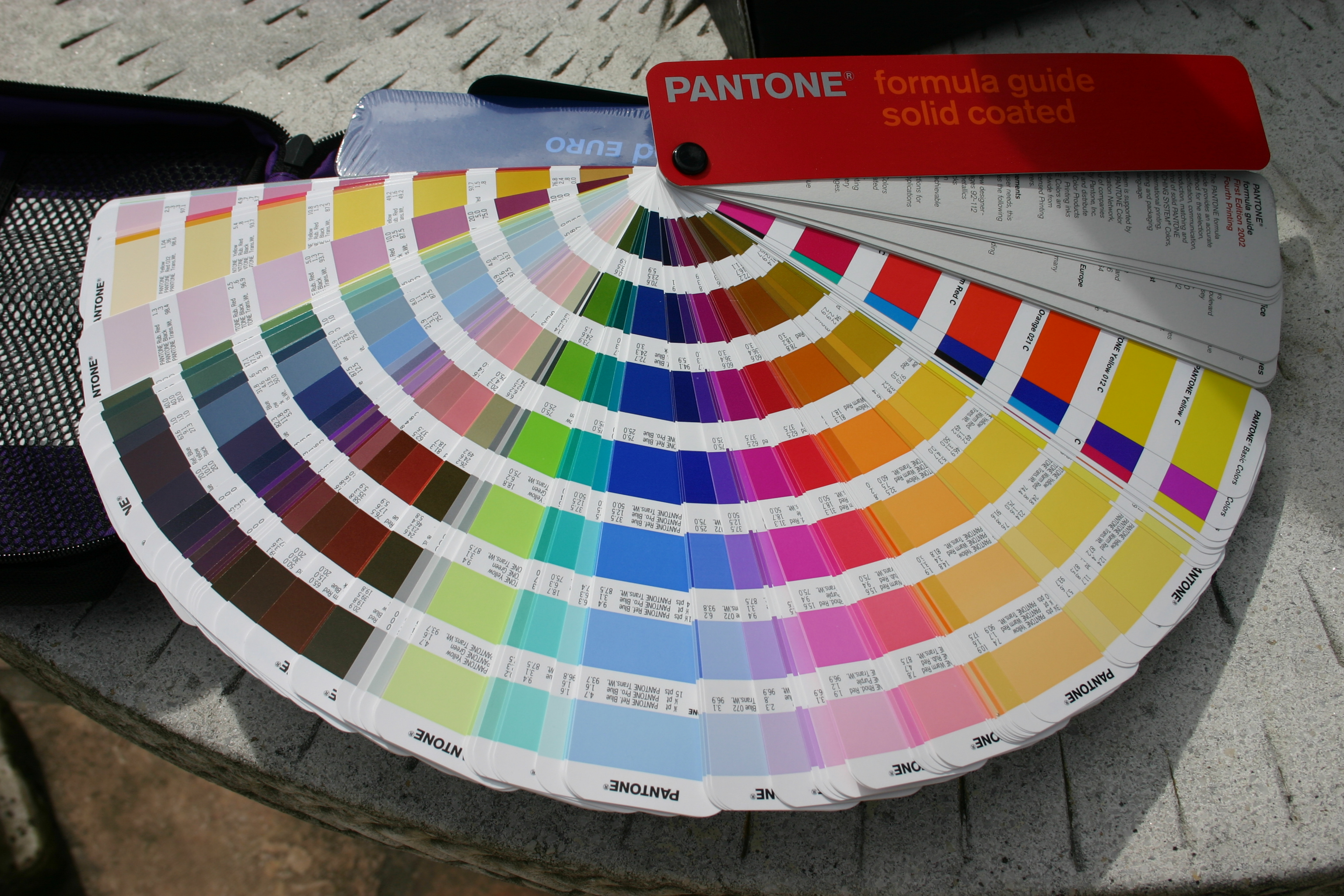
Färgprover för användning av klar färg.

Pantone Matching System (PMS) är ett färgsystem för dekorfärger där varje färg representeras av ett unikt namn och/eller nummer. Dessa färger, som finns återgivna i färgkataloger på olika papperstyper, blandas sedan på tryckeriet eller av färgleverantören utifrån unika färgrecept med ett givet antal grundfärger. PMS-systemet är, liksom systemet med användningen av processfärgerna CMYK, enhetsberoende (d.v.s. den resulterande kulören kan variera beroende på omständigheter så som vilken papperstyp och färgfilmstjocklek som används).
Systemet finns även att tillgå i avancerade grafikprogram som Illustrator och Corel Draw.

## Färgsamlingar som ges ut av Pantone
Följande dekorfärgskollektioner ingår i Pantone Matching Systems senaste version Plus Series:
- 1677 solida dekorfärger benämnda Pantone Matching System Colors eller endast Pantone Colors (blandade utifrån 18 grundfärger)[1]
- 301 metallic-färger benämnda Pantone Metallic Colors (blandade utifrån 7 metalliska grundfärger tillsammans med de 18 grundfärgerna från kollektionen ovan)[2]
- 300 metallic-färger benämnda Plus Series Premium Metallics (blandade utifrån kombination av den metalliska grundfärgen Pantone Premium Silver 10077 och grundfärgerna från Pantone Goe), som tagits fram med pigment som ger högre briljans än tidigare metallic-färger[3]
- 154 pastellfärger benämnda Pantone Pastel Colors (blandade utifrån 7 grundfärger)[4]
- 56 neonfärger benämnda Pantone Neon Colors (blandade utifrån 7 grundfärger)[5]

Därutöver erbjuder Pantone dels 2058 stycken solida dekorfärger i kollektionen Pantone Goe (som utgår ifrån 10 grundfärger, varav 4 numera även ingår i Pantone Colors), dels katalogen Pantone Plus Series CMYK innehållande 2868 färger endast tryckta i processfärgerna CMYK. Färgerna i CMYK-katalogen betecknas enligt mönstret "P 81-16 U", där "P" står för processfärg, "81-16" står för sidnummer (här sida 81) samt färgens placering på sidan (här 16:e färgen) och "U" står för obestruket paper (uncoated) ("C" betecknar bestruket papper).
Pantone erbjuder kataloger med samtliga ovanstående dekorfärger tryckta på bestruket resp. obestruket papper (undantaget är metallic-färgerna som endast är tryckta på bestruket papper). Papperssorterna betecknas med bokstäverna C (för coated = bestruket) resp. U (för uncoated = obestruket) vid färgnamnet i katalogerna, t.ex. PANTONE 2099 C för Pantone-färgen PANTONE 2099 tryckt på bestruket papper.
CMYK-, sRGB- och HTML-motsvarigheter av 1649 av de 1677 solida dekorfärgerna från Pantone Matching System Colors återges i katalogen Pantone Color Bridge och de 2058 solida dekorfärgerna från Pantone Goe återges i katalogen Pantone Goe Bridge, där dekorfärgerna och deras CMYK-motsvarigheter återges sida vid sida på bestruket resp. obestruket papper. Ändelsen CP (coated process) eller UP (uncoated process) i ett dekorfärgsnamn i Color Bridge anger att färgen avser motsvarigheten tryckt i processfärgerna på bestruket resp. obestruket papper, t.ex. PANTONE 104 CP för CMYK-motsvarigheten av dekorfärgen PANTONE 104 C tryckt på bestruket papper (CMYK = 7, 13, 100, 28).

## Företaget Pantone
Företaget Pantone i Carlstadt, New Jersey startades 1963 av Lawrence Herbert, som förstod att alla upplever färger olika och för att kunna beskriva en färg för andra, så behövdes det ett system. Han tog fram en färgkarta likt en solfjäder, som trycktes i rutor och fick en speciell kod för varje färgton, Pantone Matching System. Första året kom färgkartor som användes av tryckerier och deras kunder, för att året efter, 1964 även omfatta färger för designers. 1968 kom färgkartor för fyrfärgstryck och underlättade därmed för tryckerierna vid flerfärgstryckning.
Nu har Pantones färgkartor utvecklats till att även omfatta de flesta branscher som; mode, inredning, arkitektur, reklam mm. Digitala utvecklingen har gjort att Pantone också sammanfört sitt system med CMYK, så att en idé framställd på datorn lätt kan återges i rätt färg på slutprodukten.